# Zhu Chen
Zhu Chen (chinesisch 諸宸 / 诸宸, Pinyin Zhū Chén; * 16. März 1976 in Wenzhou) ist eine chinesische Schach-Großmeisterin. Sie ist ehemalige Jugendweltmeisterin, Frauenweltmeisterin und Goldmedaillengewinnerin der Schacholympiade der Frauen.

## Erfolge
Zhu, die sich zuerst mit dem chinesischen Xiangqi beschäftigt hatte, ließ sich als Siebenjährige von ihrer Mutter die Regeln des traditionellen Schachs beibringen. Im Jahre 1988 gewann sie die U12-Gruppe bei der Mädchenweltmeisterschaft in Timișoara und war damit die erste Chinesin, die einen internationalen Wettbewerb gewinnen konnte. Daraufhin wurde sie nach Peking geschickt, um regelmäßiges Schachtraining zu erhalten. 1992 wurde sie erstmals chinesische Meisterin der Frauen, weitere Titel folgten 1994 und 1996.
1994 gewann sie die Juniorenweltmeisterschaft der weiblichen Jugend in Matinhos. Diesen Erfolg konnte sie 1996 in Medellín wiederholen, wobei ihr Sieg mit 10 Punkten aus 11 Partien das beste Ergebnis war, das je bei einer Junioren-WM erreicht wurde. Fünf Jahre später (2001) wurde ihr der Titel eines Großmeisters verliehen.
An einer Weltmeisterschaft der Frauen nahm sie erstmals 1995 teil, scheiterte aber mit 7/13 als 19. im Interzonenturnier von Chișinău. Auch beim zweiten Versuch im Jahr 2000 unterlag sie bereits in der ersten Runde der US-Amerikanerin Irina Krush mit ½:1½.
Am 14. Dezember 2001 gewann Zhu Chen die Weltmeisterschaft der Frauen. In einem spannenden WM-Finale, das ohne ein einziges Remis über die Bühne ging und infolge Gleichstands zweimal verlängert werden musste, besiegte sie die Russin Alexandra Kostenjuk mit 5:3. Auf ihrem Weg zum Titel schaltete sie vorher bereits Elisa Maggiolo (1½:½), Svetlana Petrenko (1½:½), Alisa Marić (3:1), Nino Churzidse (4:3) und Ex-Weltmeisterin Maia Tschiburdanidse (2½:½) aus. Beim nächsten WM-Turnier 2004 trat sie jedoch aus Zeitgründen und Sicherheitsbedenken nicht wieder an und verlor deshalb ihren Titel an Antoaneta Stefanowa. Zum Zeitpunkt der Absage war sie außerdem schwanger, was eigenen Aussagen zufolge jedoch nicht die wesentliche Ursache für ihre Entscheidung war.
Zhu Chen betätigt sich nicht nur im Frauenschach, sondern spielt auch erfolgreich in offenen Turnieren. Unter anderem belegte sie den zweiten Platz bei den chinesischen Meisterschaften 1997. Beim FIDE Grand Prix 2002 in Dubai schlug sie den damals amtierenden FIDE-Weltmeister Ruslan Ponomarjow in der ersten Runde mit 1½:½.
Im Juni 2004 unterlag sie dem Schachprogramm Fritz mit 0:2. Der Wettkampf rief in ihrem Heimatland China großes Medieninteresse hervor.
Trotz Qualifikation konnte Zhu auch an der Weltmeisterschaft 2006 in Jekaterinburg nicht teilnehmen, da sie vom chinesischen Verband gesperrt wurde. In der offiziellen Verlautbarung wird dieser Schritt mit ihrer Teilnahme an einem illegalen Turnier in Katar begründet. Der wahre Hintergrund dürfte jedoch ihre Ankündigung sein, die katarische Nationalität ihres Ehemannes anzunehmen und bei den nächsten Asienspielen für die Wüstenmonarchie anzutreten. Dies geschah bei der Schacholympiade 2006 in Turin, als sie für Katar an Brett 3 spielte.
Im Februar 2015 liegt sie auf dem dritten Platz der katarischen Eloliste.

## Privates
Zhu Chen ist mit dem katarischen Großmeister Muhammad al-Mudiyahki verheiratet, den sie 1994 in Malaysia erstmals getroffen hatte, und hat Literatur an der Pekinger Tsinghua-Universität studiert. 2002 erschien ihre Autobiografie Lay Piece Without Regrets – Waits and Dreams of A Mermaid bei Nanfang Publishing House.

## Nationalmannschaft
Zhu Chen nahm an acht Schacholympiaden teil. 1994, 1996, 1998, 2000 und 2002 spielte sie für China im Frauenwettbewerb. Dabei gewann sie mit der Mannschaft 1998, 2000 und 2002, erreichte 1996 den zweiten und 1994 den dritten Platz. In der Einzelwertung erreichte sie 1996 und 2000 sowohl das beste Ergebnis am zweiten Brett als auch die beste Eloleistung aller Teilnehmerinnen, 1994 das beste Ergebnis am Reservebrett. In der offenen Klasse spielte sie 2006, 2010, 2014 und 2016 für Katar. Außerdem gewann sie mit China die asiatische Mannschaftsmeisterschaft der Frauen 1995 und 2003 und mit Katar die Mannschaftsmeisterschaft des Golf-Kooperationsrates 2007. Für Katar trat sie des Weiteren beim Schachwettbewerb der Frauen der panarabischen Spiele 2011, bei den Schachwettbewerben der Asienspiele 2006, bei den Schachwettbewerben der Frauen der Asienspiele 2010 sowie bei den Schachwettbewerben der Hallen-Asienspiele 2007 und 2009 an.

## Vereine
In der chinesischen Mannschaftsmeisterschaft spielte Zhu Chen 2005, 2006, 2008 bis 2010 und 2014 für Zhejiang, 2007 für Qingdao, 2012 für Shandong und 2013 für Hubei. Den European Club Cup der Frauen gewann sie 2007 mit CE Monte Carlo, 2011 erreichte sie mit MIKA Jerewan den dritten Platz.